# Ludwig Pelzer

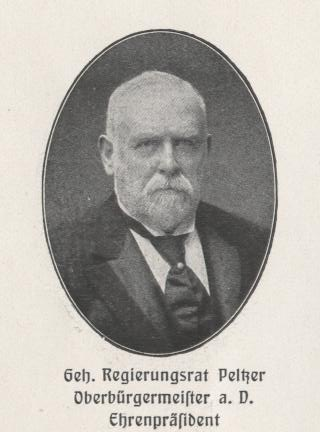
Ludwig Pelzer als Ehrenpräsident des Deutschen Katholikentags, Aachen, 1912

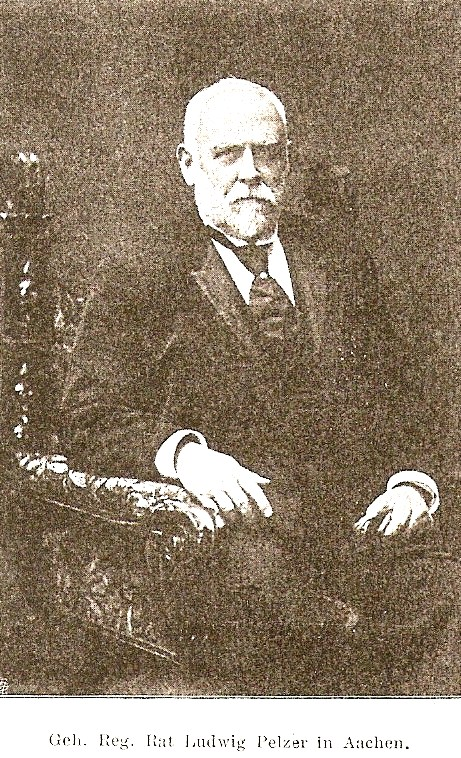
Ludwig Pelzer (vor 1901)

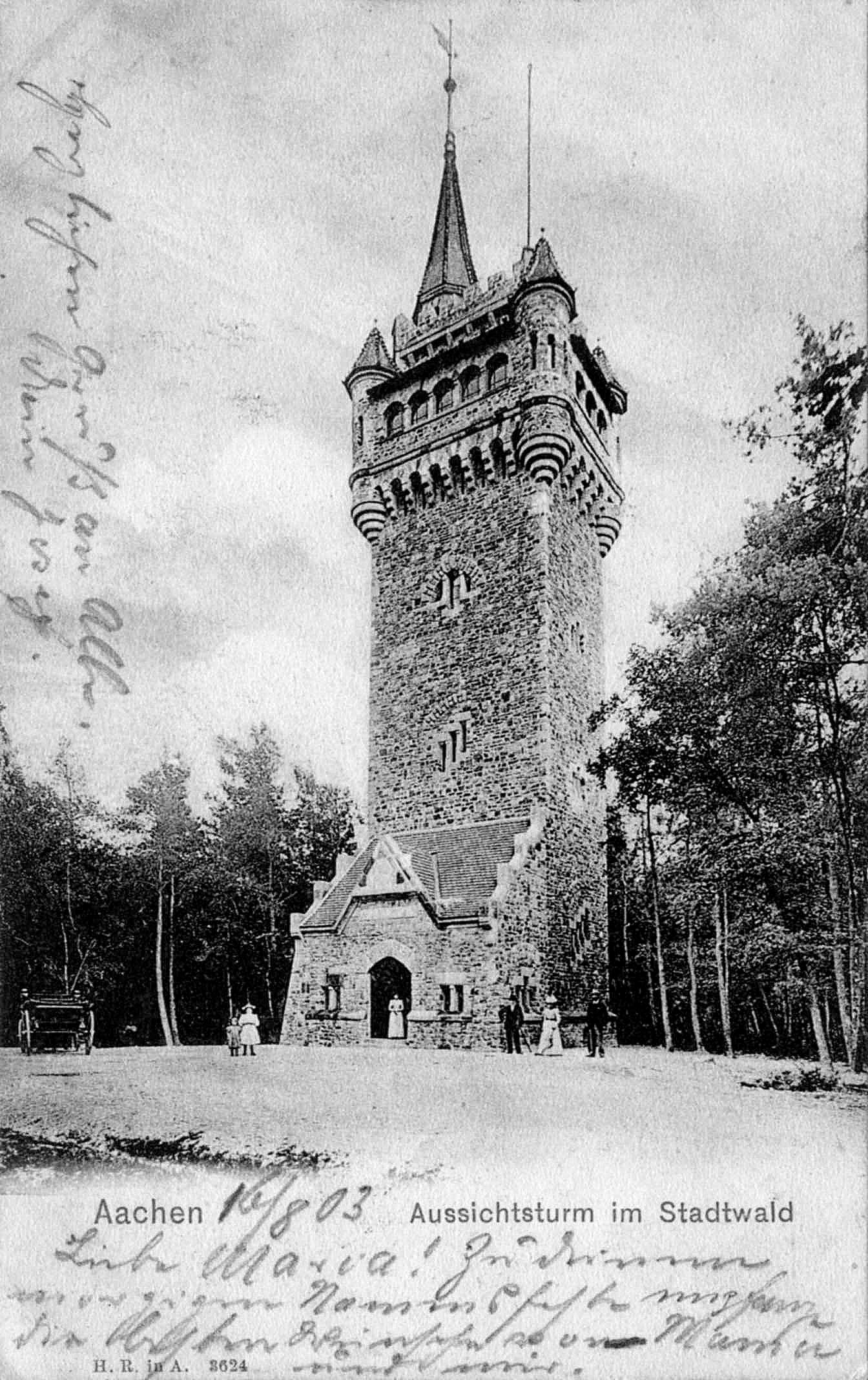
Pelzerturm

Ludwig (Matthias Franz Stefan) Pelzer (seltener auch Peltzer; * 11. Juni 1835 in Hamm; † 1. März 1915 in Aachen) war Oberbürgermeister von Aachen und preußischer Parlamentarier.

## Leben und Wirken
Der Sohn des Appellationsgerichtsrates und Mitglieds des preußischen Abgeordnetenhauses Andreas Pelzer (* 17. August 1804 in Aachen; † 14. Juli 1859 in Inselbad bei Paderborn) und dessen Ehefrau Bernardine geborene Vuellers (* 24. Oktober 1811 in Paderborn; † 13. September 1866 in Düsseldorf) sowie Neffe des ehemaligen Aachener Oberbürgermeisters Arnold Edmund Pelzer und Enkel des Stadtsyndikus Matthias Goswin Pelzer besuchte von 1845 bis 1849 das Gymnasium in Aachen und von 1949 bis 1853 das Gymnasium in Köln. Danach studierte er von 1853 bis 1856 Rechtswissenschaften in Berlin, Heidelberg und Bonn und war Gründungsmitglied des Katholischen Lesevereins Berlin (jetzt KStV Askania-Burgundia Berlin), der ersten Studentenverbindung des Kartellverbands. August 1856 wurde er Auskulator beim Landgericht Köln und leistete gleichzeitig von Mai bis November 1858 seinen Militärdienst beim 30. Infanterieregiment (Köln). 1859 wurde er Vize-Feldwebel beim 28. Landwehrregiment und dort im Oktober 1859 Sekondeleutnant. Im Jahr 1866 nahm er im 1. Rheinischen Infanterieregiment Nr. 25 am Preußisch-Österreichischen Krieg teil und wurde 1867 Premierleutnant. 1869 nahm er aus gesundheitlichen Gründen seinen Abschied.
Von Dezember 1858 bis 1862 war Pelzer Gerichtsreferendar. Nach Ablegung seines juristischen Staatsexamens trat er 1862 eine Stelle als Advokat an, zunächst am Appellationsgerichtshof Köln und dann ab 1864 beim Landgericht Aachen.
Von 1871 bis 1873 war Pelzer für den Wahlkreis Kempen zunächst als fraktionsloses Mitglied im Deutschen Reichstag tätig und ab 1873 als Abgeordneter des Wahlkreises Erkelenz-Geilenkirchen-Heinsberg für die Deutsche Zentrumspartei im Preußischen Abgeordnetenhaus. Von 1879 bis 1884 war er darüber hinaus noch Mitglied des Rheinischen Provinziallandtages für die Stadt Aachen und des Provinzialverwaltungsrates. Schließlich wurde er von 1884 bis 1896 Mitglied des Preußischen Herrenhauses. 1912 fungierte er als Ehrenpräsident des Deutschen Katholikentags in Aachen.

## Kommunalpolitik
Pelzer widmete sich ab 1877 verstärkt der Kommunalpolitik in Aachen, zunächst als Stadtverordneter, ab 1883 als Beigeordneter und von 1884 bis März 1896 als Oberbürgermeister der Stadt Aachen.
Zu seinen herausragenden Leistungen als Beigeordneter und Oberbürgermeister und in einer Zeit der stetig wachsenden Einwohnerzahl und anwachsender Wirtschaftskraft in Aachen gehörte unter anderem eine umfassende Reform der Stadtverwaltung einschließlich des Ankaufs oder der Anmietung neuer Gebäude oder Räume für den erhöhten Verwaltungsbedarf. Ferner unterstützte er die Erneuerung des öffentlichen Kanalsystems zur Wasserver- und Entsorgung, die Einführung eines umfassenden Elektrizitäts- und Gasleitungssystems, einer modernen Straßenplanung einschließlich eines Schienensystems für die neue Straßenbahn sowie erstmals die Anlage von mit Bordsteinen abgetrennten Gehwegen. Auch die infrastrukturelle Anbindung an benachbarte Städte und Gemeinden sowie ins nahe Ausland wurde hierbei berücksichtigt.
Weiterhin setzte er sich für die Restaurierung und Renovierung der zahlreichen und vom Verfall bedrohten historischen Bauten wie beispielsweise das Aachener Rathaus selbst, das Grashaus, Reste der alten Aachener Stadtmauer, -Türme und -Tore sowie mehrerer Kirchen ein. Ebenso wurde in seiner Amtszeit sowohl der Neu- oder Ausbau städtischer Krankenhäuser, Schulen, Kultureinrichtungen und öffentlicher Bäder veranlasst, wie auch die Erneuerung der städtischen Friedhofs-, Park- und Erholungsanlagen einschließlich eines ausgeklügelten Wegesystems und neuer attraktiver Ausflugsziele im Aachener Wald einschließlich des später nach ihm benannten Pelzerturms.
Sein Hauptverdienst war aber die Vorbereitung des Vertrages zur Eingemeindung mit der wirtschaftlich konkurrierenden und aufstrebenden Nachbarstadt Burtscheid. Nach jahrelangen und zähen Verhandlungen wurde dann am 28. Januar 1896, wenige Monate vor Pelzers Amtsende, der Vertrag über die Eingemeindung Burtscheids sowohl von der Stadtverwaltung als auch von der königlichen Staatsregierung beschlossen und genehmigt. Das daraus resultierende Gesetz wurde daraufhin am 24. Dezember 1896 von Pelzers Nachfolger dem Oberbürgermeister Philipp Veltman und dem Burtscheider Bürgermeister Karl Middeldorf unterzeichnet und vom König von Preußen Wilhelm II. am 29. März 1897 gegengezeichnet.
Für seine vielseitigen Verdienste wurde Ludwig Pelzer bereits im Jahre 1893 der Titel eines Geheimen Regierungsrates verliehen sowie beim Ausscheiden aus dem Amte der Rote Adlerorden 2. Klasse mit Schleife. Wenige Wochen nach seinem Tod wurde der 1899 neu errichtete Aussichtsturm im Aachener Wald ihm zu Ehren Pelzerturm genannt.

## Familie

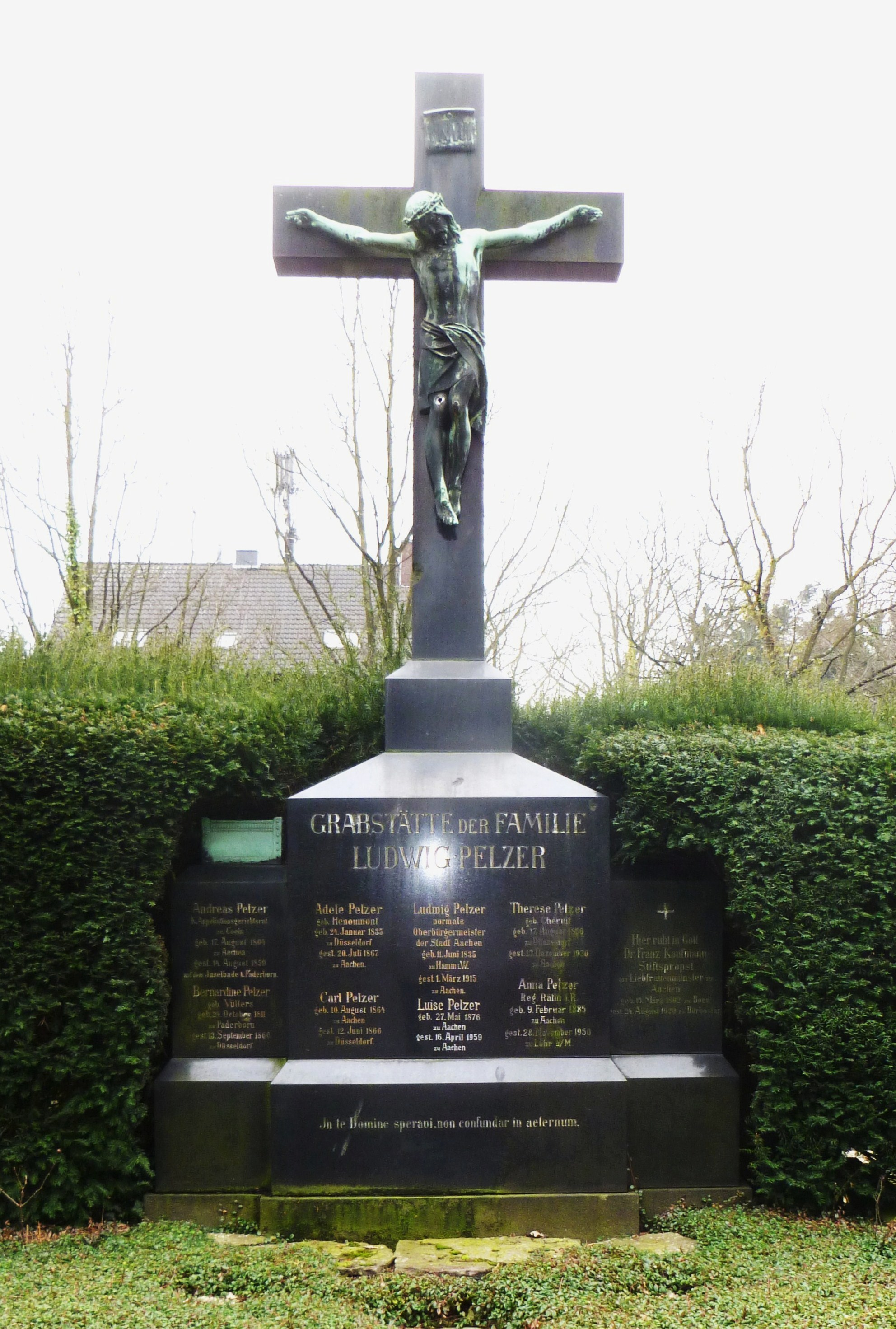
Grabstätte Familie Ludwig Pelzer

Ludwig Pelzer war zunächst mit Adele Henoumont (* 23. August 1835 in Düsseldorf; † 20. Juli 1867 in Aachen) verheiratet (die Hochzeit fand am 23. August 1862 in Düsseldorf statt), mit der er einen Sohn hatte, der aber bereits im Alter von zwei Jahren verstarb. Nach dem plötzlichen Tod seiner Frau heiratete er am 21. Oktober 1873 in Düsseldorf in zweiter Ehe Therese Maria Franziska Chéruit (* 17. August 1850 in Düsseldorf; † 13. Dezember 1930 in Aachen), die ihm noch fünf Mädchen gebar.
Ludwig Pelzer fand seine letzte Ruhestätte auf dem Westfriedhof II in Aachen.